# Lome Brage
Lome Brage, född 6 juni 2007, är en norsk kallblodstravare, mest känd för att segrat i 2018 års upplaga av Elitkampen på Solvalla. Han tävlade mellan 2010 och 2021, och tränades och kördes av flera olika tränare och kuskar under karriären.

## Karriär
Lome Brage tävlade mellan 2010 och 2021, och sprang in 4,8 miljoner norska kronor på 114 starter, varav 45 segrar, 17 andraplatser och 12 tredjeplatser. Han tog karriärens största seger i Elitkampen (2018). Han segrade även i Unionskampen (2013, 2016), Alm Svartens Æresløp (2015), Moe Odins Æresløp (2017), Steggbests Minne (2018) och Vårbjörken (2018, 2020).

### Som avelshingst
Lome Brage har sedan 2015 varit verksam som avelshingst, parallellt med tävlingskarriären. Efter tävlingskarriären avslutades i november 2021 var planen att han skulle vara verksam som avelshingst i Sverige.

## Statistik
Källa: 
| År     | Starter | 1:a | 2:a | 3:a | Rekordtid | Pengar        |
| ------ | ------- | --- | --- | --- | --------- | ------------- |
| 2010   | 4       | 2   | 1   | 0   | 1.33,0    | 28 000 NOK    |
| 2011   | 12      | 6   | 1   | 1   | 1.28,4    | 283 000 NOK   |
| 2012   | 12      | 2   | 3   | 1   | 1.25,6a   | 131 000 NOK   |
| 2013   | 17      | 8   | 2   | 4   | 1.20,9a   | 457 000 NOK   |
| 2014   | 10      | 6   | 0   | 1   | 1.20,1a   | 400 000 NOK   |
| 2015   | 11      | 5   | 1   | 1   | 1.19,6a   | 790 810 NOK   |
| 2016   | 5       | 2   | 1   | 2   | 1.22,9    | 176 688 NOK   |
| 2017   | 9       | 2   | 2   | 0   | 1.19,3a   | 435 257 NOK   |
| 2018   | 14      | 5   | 3   | 1   | 1.19,5a   | 1 137 163 NOK |
| 2019   | 7       | 4   | 1   | 0   | 1.22,9a   | 576 254 NOK   |
| 2020   | 6       | 1   | 0   | 0   | 1.19,7a   | 136 308 NOK   |
| 2021   | 7       | 2   | 2   | 1   | 1.19,3a   | 291 685 NOK   |
| Totalt | 114     | 45  | 17  | 12  | 1.19,3a   | 4 815 165 NOK |